# Pleszew (gromada)
Pleszew – dawna gromada, czyli najmniejsza jednostka podziału terytorialnego Polskiej Rzeczypospolitej Ludowej w latach 1954–1972.
Gromady, z gromadzkimi radami narodowymi (GRN) jako organami władzy najniższego stopnia na wsi, funkcjonowały od reformy reorganizującej administrację wiejską przeprowadzonej jesienią 1954 do momentu ich zniesienia z dniem 1 stycznia 1973, tym samym wypierając organizację gminną w latach 1954–1972.
Gromadę Pleszew z siedzibą GRN w mieście Pleszewie (nie wchodzącym w skład gromady) utworzono 4 lipca 1968 w powiecie pleszewskim w woj. poznańskim z części obszarów zniesionych gromad: a) Kowalew (miejscowości Korzkwy, Kowalew, Malinie, Piekarzew i Sucharzew), b) Ludwina (miejscowości Cieśle, Dobranadzieja i Zielonałąka), c) Taczanów II (miejscowości Baranówek i Nowawieś) i d) Broniszewice (miejscowość Pacanowice); oraz z części obszarów niezniesionych gromad: e) Czermin (miejscowość Marszew) i f) Zawidowice (miejscowość Prokopów) – w tymże powiecie.
W 1969 gromada miała 27 członków GRN.
1 stycznia 1970 do gromady Pleszew włączono 185,69 ha z miasta Pleszew w tymże powiecie, natomiast 82,75 ha (części wsi Malinie – 67,64 ha, i Nowa Wieś – 14,61 ha) z gromady Pleszew włączono do miasta Pleszew.
31 grudnia 1971 do gromady Pleszew włączono obszar zniesionej gromady Sowina Błotna w tymże powiecie.
Gromada przetrwała do końca 1972 roku, czyli do reformy gminnej. 1 stycznia 1973 w powiecie pleszewskim reaktywowano zniesioną w 1954 roku gminę Pleszew.